# Chilomycterus affinis
Chilomycterus affinis es una especie de peces de la familia Diodontidae en el orden de los Tetraodontiformes.

## Morfología
Los machos pueden llegar alcanzar los 55 cm de longitud total.

## Hábitat
Es un pez de mar de clima subtropical y asociado a los  arrecifes de coral que vive entre 3-27 m de profundidad.

## Distribución geográfica
Se encuentra en el Pacífico: desde el Japón hasta California, las Islas Galápagos y el Perú.